# Acid rock
Acid rock is een subgenre van de psychedelische rock, dat gekenmerkt wordt door lange instrumentale solo's, weinig tot geen teksten en improvisatie.
Tom Wolfe beschrijft de door lsd beïnvloede muziek van The Jimi Hendrix Experience, Pink Floyd, The Doors, Iron Butterfly, Big Brother and the Holding Company, Cream, The Velvet Underground, Jefferson Airplane, Ultimate Spinach, New Riders of the Purple Sage, Blue Cheer, Quicksilver Messenger Service, The Great Society, Stone Garden en Grateful Dead als "acid rock" in zijn boek over Ken Kesey en de Acid Test, The Electric Kool-Aid Acid Test.